# Rosenbergtunnel (A1)
Der Rosenbergtunnel ist ein Strassentunnel, der das St. Galler Quartier Rosenberg in der Schweiz unterquert. 
Der zweiröhrige Autobahntunnel misst 1435 Meter und befindet sich zwischen den Anschlussstellen St. Gallen-Kreuzbleiche und St. Gallen-St. Fiden entlang der Stadtautobahn St. Gallen, einem Teilstück der Autobahn A1. Der Tunnel wurde, zusammen mit der Stadtautobahn, 1987 eröffnet. Mit nur wenig Abstand überquert der gleichnamige Eisenbahntunnel der SBB den Strassentunnel.

## Sanierung/Ausbau
Ab ca. 2037 müssen die beiden Röhren umfassend saniert werden. Geplant war der Bau einer dritten Röhre, die diese Sanierung erleichtert hätte. Vom Bau einer dritten Röhre wäre die OLMA Schweizer Messe für Landwirtschaft und Ernährung betroffen, da der Rosenbergtunnel direkt unter dem Messegelände durchführt. Gegen den Bundesbeschluss, der unter anderen Projekten auch diesen Ausbau enthielt, wurde das fakultative Referendum ergriffen. Am 24. November 2024 wurde die Vorlage in der eidgenössischen Volksabstimmung über den Ausbauschritt 2023 für die Nationalstrassen von 52,7 Prozent der Stimmenden abgelehnt. Im Kanton St. Gallen wurde die Vorlage mit 54,25 Prozent angenommen, in der Stadt St. Gallen aber mit 55,02 Prozent abgelehnt.